# Amolak Rattan Kohli
Amolak Rathan Kohli (nascido em 3 de novembro de 1942) é um ex- governador do estado indiano de Mizorão. Ele serviu como governador de Mizorão de 2001 a 2006.
Kohli é ex-aluno do Indian Institute of Management Calcutta, graduado em seu primeiro lote de MBA. Ele havia vencido o teste de admissão de toda a Índia para ser admitido na prestigiosa escola de negócios. Kohli também possui mestrado em Química pela Universidade Kurukshetra.
Com ampla experiência corporativa em vários campos, o Sr. Kohli é respeitado como um educador eminente e instrutor de recursos humanos que esteve envolvido no estabelecimento de várias instituições e programas educacionais na Índia. Seu filho, Nalin Kohli, é advogado e porta-voz do BJP desde 2013.